# Atotech
Atotech là công ty quốc tế chuyên về hóa chất, với trụ sở chính đặt tại Berlin, Đức.
Atotech cung cấp quy trình công nghệ hóa học và thiết bị máy móc dùng trong công nhiệp sản xuất bo mạch điện tử, đế linh kiện và chất bán dẫn cũng như ngành công nghiệp hoàn thiện bề mặt trang trí hay chức năng.
Atotech hoạt động tại hơn 40 quốc gia với các nhà máy sản xuất hóa chất và thiết bị tại Đức, Cộng hòa Séc, Slovenia, Tây Ban Nha, Trung Quốc, Hàn Quốc, Đài Loan, Singapore, Ấn Độ, Nhật Bản, Hoa Kỳ, Canada, Mexico và Brazil. Trong năm 2012, số lượng nhân viên công ty vào khoảng 4.000 người. Atotech được thành lập vào năm 1993, khi ELFAtochem sáp nhập hoạt động của Harshaw M&T với bộ phận mạ điện của Schering AG.

## Lịch sử hình thành
Atotech bắt nguồn từ Schering AG. Gốc ban đầu của "Schering-Galvanotechnik" đặt mốc từ những năm 1895, khi Schering được cấp bằng sáng chế cho một quá trình lọc vàng và bạc bởi kali xyanua.
Năm 1901, bộ phận mạ điện ra đời và sản xuất hỗn hợp muối để lưu trữ kim loại, với tên thương hiệu Trisalyt.
Trong năm 1936, bộ phận mạ điện phát triển thành công dung dịch điện ly mạ nhanh đầu tiên - Copper Trisalyt Extra Rapid - cũng như bể mạ bề mặt bóng đầu tiên trên thế giới - Brilliant. Sự thành công của các cuộc cách tân đó dẫn đến việc thành lập bộ phận đầu tiên được xây dựng cho lĩnh vực mạ điện.
Trong năm 1951, Schering AG thiết lập bộ phận mạ điện tại Feucht, Đức, nơi hiện nay đang là nhà máy sản xuất thiết bị sản xuất chính của Atotech. Năm 1989, bộ phận mạ điện chuyển đến một vị trí mới ở Berlin, Đức.
Đến năm 1993, Schering AG bán bộ phận mạ điện của mình cho các công ty hóa chất Pháp ELF Atochem. ELFAtochem sáp nhập công ty con của mình là Harshaw M&T với bộ phận mạ điện từ Schering AG và thành lập công ty TNHH Atotech Đức.
Sau khi thành lập nhà máy và trung tâm dịch vụ ở Đức, hệ thống sản xuất và dịch vụ ở các nước khác ở châu Âu và châu Á, và sau đó là ở châu Mỹ cũng được thành lập.
Ngày nay, thế mạnh của Atotech là công nghệ hoàn thiện bề mặt trang trí,mạ chức năng và công nghệ sản xuất bản mạch in điện tử, cũng như các lĩnh vực nguyên vật liệu ngành điện tử, công nghệ bán dẫn. Công ty cung cấp hệ thống sản xuất tích hợp tinh chỉnh theo yêu cầu sản xuất cùng với dịch vụ hỗ trợ tận nơi cho tất cả các khách hàng trên toàn thế giới.

## Sản phẩm
Atotech cung cấp các hóa chất đặc biệt và thiết bị cho: 
- Công nghệ sản xuất bản mạch in điện tử
- Công nghiệp đế linh kiện IC
- Công nghiệp bán dẫn
- Vật liệu ngành điện tử
- Ngành công nghiệp hoàn thiện bề mặt trang trí và chức năng (lớp phủ trang trí, bảo vệ chống ăn mòn, nickel hóa học, chrome cứng, lớp phủ chức năng điện tử)